# 1218
1218 (MCCXVIII) fue un año común comenzado en lunes del calendario juliano.

## Acontecimientos

### Europa
- 11 de marzo: En Inglaterra, el rey Enrique III escribe al soberano galés Llywelyn el Grande (1173-1240) y le promete un salvoconducto si se reúnen en Worcester (184 km al noroeste de Londres). Allí firman el Tratado de Worcester que confirma la propiedad de Llywelyn sobre el país de Gales. A cambio, Llywelyn se compromete a rendir homenaje a Enrique y a devolverle los castillos que ha capturado durante sus recientes conquistas.
- 25 de junio: en el marco del asedio de la ciudad de Tolosa (193 km al norte de Andorra), durante un contraasalto, Simón de Montfort es asesinado por una piedra de una de las máquinas de asedio del defensor. El liderazgo de la Cruzada Albigense recae en el hijo de Simón, Amalarico VI de Montfort, quien un mes después levantará el sitio. Tras una rebelión popular, Raimundo VI es restituido como «conde de Tolosa».
- Julio: en Roma ―para facilitar el movimiento de Reconquista española―, el papa Honorio III revoca la sentencia anterior del papa Inocencio III y declara al rey Fernando III (el Santo) heredero legítimo del reino de León.
- 11 de agosto: En Barcelona, el religioso occitano Pedro Nolasco (1180-1256) funda la orden de los mercedarios, que se dedican a la redención de los cautivos por el Imperio almohade (en el sur de España).
- En la ciudad de Salamanca (Reino de León), el rey Alfonso IX de León otorga la categoría de Estudio General (Universidad de Salamanca) a la escuela catedralicia (cuya existencia documentada se remonta al menos al año 1174). Es la más antigua en operación de España y del mundo hispánico y la tercera más antigua de toda Europa. En 1254, el rey Alfonso X el Sabio dotará a esta universidad de unos estatutos que definían su sistema de financiación y creaban el cargo de bibliotecario y nuevas cátedras.
- Nuño Fernández, maestre de la Orden de Alcántara recibe los bienes calatravos situados en el reino de León, y al frente de ellos la importante fortaleza de Alcántara.
- En Francia, la ciudad de Reims emite la primera renta vitalicia pública de la que se tiene constancia en la Europa medieval. Este tipo de instrumento había sido emitido sobre todo por instituciones religiosas. La emisión de Reims es la primera prueba de una consolidación de la deuda pública que se hará común en la Langue d'Oïl, los Países Bajos y Alemania.
- Iván Asen II se convierte en zar del Imperio búlgaro. Durante su reinado añadirá a su reino el Epiro, así como partes de Albania y Macedonia.

### Quinta cruzada
- 24 de mayo: en el puerto de Acre (163 km al norte de Jerusalén) se embarca una fuerza expedicionaria cruzada ―unos 30 000 hombres transportados por barcos frisones neerlandeses― bajo el mando del rey Juan I de Jerusalén (1170-1237) y navega hacia Egipto.
- 27 de mayo: tras recorrer 335 km hacia el suroeste por el mar Mediterráneo, los cruzados llegan al puerto fortificado de Damieta, en la orilla derecha del río Nilo, 180 km al norte de El Cairo (Egipto). El sultán Al-Adil, sorprendido por la invasión, recluta un ejército en Siria, mientras que su hijo Al-Kamil dirige una fuerza egipcia hacia el norte desde El Cairo y acampa en Al-Adiliya, unos kilómetros al sur de Damieta.
- 24 de junio: comienza el asedio de Damieta. El ejército cruzado asalta la ciudad fortificada de Damieta, pero fracasa repetidamente. Como resultado, los cruzados crean un nuevo tipo de armamento de asedio naval, atribuido por el cronista y obispo alemán Oliver de Paderborn (1170-1227): dos barcos atados entre sí, con una torre de asedio y una escalera construidas en la parte superior.
- 24 de agosto: tras una encarnizada lucha, los cruzados consiguen establecerse en las murallas de Damieta y capturan la fortaleza.
- 31 de agosto: en Damasco (Siria), Al-Adil I cae enfermo y muere tras 18 años de reinado. Le sucede en Siria su hijo mayor Al-Mu'azzam y en Egipto su hijo menor, Al-Kamil.
- Septiembre: el cardenal leonés Pelagio Galvani (1165-1230) llega con refuerzos al campamento cruzado y desafía el mando de Juan I, alegando que la Iglesia tiene más autoridad que un líder laico. Mientras tanto, los cruzados se dedican a limpiar un antiguo canal para que sus barcos puedan rodear Damieta. Pelagio también trae noticias de que el rey Federico II ha prometido arribar pronto con una fuerza expedicionaria alemana.
- Al-Kamil decide ofrecer a los cruzados un trato, Jerusalén a cambio de su salida de Egipto. Juan I está a favor de aceptar esta oferta, pero Pelagio se niega, a menos que también incluya el castillo de Kerak y otros antiguos castillos de Jerusalén, al este del río Jordán. Al-Kamil rechaza estos lugares de importancia estratégica y Pelagio rechaza la oferta. Esto enfada a los cruzados, que consideran Jerusalén su objetivo más importante.
- 9 de octubre: Al-Kamil ataca por sorpresa el campamento cruzado. Al descubrir sus movimientos, Juan I y su séquito contraatacan y aniquilan a la avanzadilla egipcia.
- 26 de octubre: Al-Kamil ataca utilizando un puente sobre el río Nilo; tras una feroz embestida, los egipcios son expulsados hacia el río. Los cruzados refuerzan sus líneas de asedio y reciben refuerzos franceses e ingleses en Damieta.
- 29 de noviembre: Una tormenta, que dura 3 días, inunda el campamento cruzado, devastando los suministros y el transporte de los cruzados. Para evitar que se repita, Pelagio ordena la construcción de un dique. Una vez reparado el campamento, una grave epidemia azota a las fuerzas cruzadas. Las víctimas sufren fiebre alta y muere al menos una sexta parte de los soldados.
- Diciembre: durante el duro invierno, los supervivientes quedan debilitados y deprimidos.

### Asia
- Primavera: Gengis Kan envía un ejército mongol (unos 20 000 soldados de caballería) al mando de Jebe, para hacer frente a la amenaza del kanato de Jara-Jitai (o Liao Occidental, que ocupaba parte de las actuales China, Kazajistán, Kirguistán, Mongolia, Tayikistán y Uzbekistán). Mientras tanto, envía a Subutai con otro ejército a una campaña simultánea contra los merkits. Jebe derrota a una fuerza de 30 000 hombres liderada por el príncipe Kuchlug en la capital kitana, Balasagun (en la actual Kirguistán). Kuchlug huye hacia el sur, al actual Afganistán, pero es capturado por cazadores, que lo entregan a los mongoles. Después de que Kuchlug sea decapitado y paseado por las ciudades de sus nuevos dominios, Gengis anexiona todo el Imperio jitai bajo dominio mongol.
- Corea es invadida por las tropas de Gengis Kan.
- Jochi, el hijo mayor de Genghis Khan, conduce una campaña acertada contra los kirguises. Mientras tanto, Genghis envía una caravana con regalos preciosos a Mohamed II de Corasmia, gobernante (sha) del Imperio corasmio, esperando establecer relaciones comerciales. Sin embargo, Inalchuq, gobernador corasmio de Otrar (que se convertirá en una ciudad fantasma del sur de Kazajistán), ataca la caravana alegando que contiene espías. Gengis envía entonces un segundo grupo de tres embajadores a Mahoma para exigir la liberación de los mercaderes. Mohamed se niega y los mercaderes y uno de los embajadores son ejecutados.
- En el Imperio del Japón, Minamoto no Sanetomo (1192-1219) se convierte en ministro de la Derecha (udaijin), el tercer cargo más alto de la corte imperial japonesa.
- En el Imperio jemer, el rey Yaiavarman VII reconstruye la ciudad de Angkor Thom ―incluido el templo de Bayón― y la establece como su capital.